# 李喆 (足球运动员)
李喆（1981年6月20日—），是一名中国足球运动员司职后卫。

## 俱乐部生涯
李喆出自家乡球队辽宁队的青年队，2001年跟随球队升到甲B联赛，由于中国足协规定一家俱乐部不能同时拥有两支甲级队，于是球队被转让辽宁星光足球俱乐部葫芦岛宏运队参加2002赛季甲B联赛。赛季结束后，由于俱乐部被整体收购成立南京有有，李喆又成为南京有有的球员，他在南京有有长期担任球队的主力后卫和队长。2010年7月21日，在南京有有客场0比10惨败于广州恒大后，李喆等拒绝参赛的老球员爆出球队长期欠薪的内幕，并声称将可能会无限期罢赛，引起媒体对南京有有的关注。 2010赛季，动荡不堪的南京有有最终降级，李喆选择离开球队并加盟刚刚降级到中甲联赛并被转让到深圳的深圳凤凰（赛季中球队又被转让到广州成立广州富力足球俱乐部）。 在2011赛季中，李喆联赛出场19次，帮助球队以联赛亚军的成绩重返中超。2012赛季，在巴西教练塞尔吉奥·法里亚斯的执教下，李喆成为球队的队长。3月10日，他在自己职业生涯的第一场中超联赛中头球破门首开纪录，最终帮助球队3比1击败北京国安，获得联赛开门红。 9月16日，他在广州富力主场对阵上海申鑫的比赛补时阶段头球绝杀，射进个人的第二个中超进球，帮助广州富力3比2逆转对手。